# 1756
Năm 1756 (số La Mã: MDCCLVI) là một năm nhuận bắt đầu từ ngày thứ năm trong lịch Gregory (hoặc một năm nhuận bắt đầu từ ngày thứ hai của lịch Julius chậm hơn 11 ngày).

## Sự kiện
- 1 tháng 10 - Chiến tranh Bảy năm: Quân đội Phổ dưới sự thống lĩnh của Friedrich Đại đế đánh bại quân Áo do Maximilian Ulysses chỉ huy trong trận Trận Lobositz.

## Sinh
- 27 tháng 1 – Wolfgang Amadeus Mozart, nhà soạn nhạc nổi tiếng và có nhiều ảnh hưởng nhất trong thể loại nhạc cổ điển châu Âu (m. 1791).
- 26 tháng 12 – Bernard Germain de Lacépède, nhà tự nhiên học người Pháp (m. 1825).